# Daniel Tschofenig
Daniel Tschofenig (ur. 28 marca 2002 w Villach) – austriacki skoczek narciarski, reprezentant klubu SV Achomitz. Srebrny medalista mistrzostw świata w narciarstwie klasycznym z 2025 oraz brązowy z 2023 w drużynie męskiej. Zdobywca Pucharu Świata w sezonie 2024/2025. Zwycięzca 73. Turnieju Czterech Skoczni. Czterokrotny złoty medalista mistrzostw świata juniorów (2021–2022). Dwukrotny złoty medalista Igrzysk Europejskich 2023. Medalista mistrzostw kraju.

## Przebieg kariery

### Początki
W FIS Cupie zadebiutował w lipcu 2018 w Villach, zajmując 44. miejsce, a pierwsze punkty tego cyklu zdobył w październiku 2019 na tej samej skoczni dzięki zajęciu 29. pozycji.

### Sezon 2020/2021
W grudniu 2020 zajął 3. miejsce w zawodach FIS Cupu w Kanderstegu, a następnie w swoim pierwszym występie w Pucharze Kontynentalnym, w zawodach w Ruce, zajął 19. pozycję. 6 stycznia 2021 zadebiutował w Pucharze Świata w ramach zawodów 69. Turnieju Czterech Skoczni w Bischofshofen i zdobył pierwszy w karierze punkt cyklu, zajmując 30. miejsce. Wystąpił na Mistrzostwach Świata Juniorów w Narciarstwie Klasycznym 2021, zajmując 4. pozycję w rywalizacji indywidualnej oraz zdobywając złoty medal w konkursie drużynowym. 19 lutego 2021 zajął 9. miejsce w konkursie indywidualnym Pucharu Świata rozgrywanym w Râșnovie, a dzień później drużynowy konkurs mieszany ukończył na 3. pozycji. W marcu 2021 zajął 2. miejsce w konkursie Pucharu Kontynentalnego w Czajkowskim.

### Sezon 2021/2022
We wrześniu 2021 dwukrotnie stanął na podium Letniego Pucharu Kontynentalnego, w zawodach w Bischofshofen zajmując 2. i 1. miejsce. W sezonie zimowym 2021/2022 startował w Pucharze Świata, regularnie zdobywając punkty cyklu. Trzy razy kończył zawody indywidualne w pierwszej dziesiątce, a najwyżej sklasyfikowany był na 5. pozycji, w styczniu 2022 w Zakopanem. Sezon 2021/2022 Pucharu Świata ukończył na 25. miejscu w klasyfikacji generalnej z 251 punktami. Wystartował na Mistrzostwach Świata Juniorów 2022, na których zdobył złote medale we wszystkich trzech konkursach: indywidualnym oraz drużyn męskich i mieszanych.

### Sezon 2022/2023
W sierpniu 2022 zadebiutował w Letnim Grand Prix, zajmując 4. miejsce w zawodach w Courchevel. Na Mistrzostwach Austrii w Skokach Narciarskich 2022 zdobył srebrny medal na dużej skoczni oraz brązowy na normalnej.
W sezonie 2022/2023 Pucharu Świata większość występów ukończył w pierwszej dziesiątce. 11 lutego 2023 po raz pierwszy w karierze stanął na podium zawodów indywidualnych cyklu, zajmując 3. lokatę w Lake Placid. Wystartował na Mistrzostwach Świata w Narciarstwie Klasycznym 2023. Indywidualnie zajął 14. pozycję na skoczni normalnej i 12. na dużej, a w drużynie męskiej, w której wystąpił z Michaelem Hayböckiem, Janem Hörlem i Stefanem Kraftem, zdobył brązowy medal. W marcu 2023 dwukrotnie stawał na podium zawodów Pucharu Świata, zajmując 3. miejsce w konkursach Raw Air 2023 w Lillehammer i Vikersund. Sezon 2022/2023 zakończył na 9. pozycji w klasyfikacji generalnej PŚ z 851 punktami.

### Sezon 2023/2024
Na Igrzyskach Europejskich 2023 zdobył złoty medal indywidualnie na skoczni normalnej, a także w drużynie mieszanej, w której wystąpił z Maritą Kramer, Janem Hörlem i Jacqueline Seifriedsberger. We wszystkich trzech występach indywidualnych w Letnim Grand Prix 2023 stawał na podium, na przełomie września i października zajmując 3. miejsce w obu konkursach w Hinzenbach oraz w Klingenthal. Na Mistrzostwach Austrii 2023 zdobył złoto zarówno na skoczni dużej, jak i na normalnej.
Sezon 2023/2024 Puchar Świata rozpoczął od 5. lokaty w Ruce. Na podium po raz pierwszy stanął 2 grudnia 2023 w Lillehammer po zajęciu 3. pozycji. W kolejnych tygodniach w pierwszej dziesiątce ukończył jedynie zawody w Innsbrucku 3 stycznia 2024, zajmując 8. miejsce. Po konkursach 72. Turnieju Czterech Skoczni znalazł się poza reprezentacją Austrii na zawody najwyższej rangi. Po treningach powrócił do składu na Mistrzostwa Świata w Lotach Narciarskich 2024 na Kulm, ale ostatecznie nie wystąpił tam w żadnym konkursie.
W dalszej części sezonu regularnie występował w Pucharze Świata, zajmując głównie miejsca w pierwszej i drugiej dziesiątce. W lutym 2024 najwyżej sklasyfikowany był w Willingen, na 4. pozycji. W marcu raz stanął na podium, w ramach Raw Air 2024 zajmując 2. lokatę w drugim konkursie w Trondheim. W klasyfikacji generalnej Puchar Świata 2023/2024 ukończył na 11. miejscu z 747 punktami.

### Sezon 2024/2025
W ramach Letniego Grand Prix 2024 zwyciężył w konkursie w Hinzenbach 28 września.
Przez cały sezon 2024/2025 Pucharu Świata regularnie zajmował lokaty w pierwszej dziesiątce cyklu. Otworzył go dwoma miejscami na podium: 23 listopada 2024 w Lillehammer zajął 2. miejsce, a dzień później na tej samej skoczni znalazł się na 3. pozycji. 7 grudnia w Wiśle odniósł pierwsze w karierze zwycięstwo w konkursie indywidualnym Pucharu Świata. Został tym samym pierwszym skoczkiem narciarskim urodzonym w XXI wieku z triumfem w zawodach cyklu. W kolejnych tygodniach stawał na podium w Titisee-Neustadt, gdzie był 3. w pierwszym konkursie, a także w Engelbergu, gdzie w pierwszych zawodach zajął 2. miejsce, a w drugich zwyciężył.
73. Turniej Czterech Skoczni rozpoczął 3. lokatą w Oberstdorfie. Następnie w Garmisch-Partenkirchen odniósł trzecie w karierze zwycięstwo w konkursie Pucharu Świata i objął prowadzenie w klasyfikacji generalnej tego cyklu oraz TCS. W Innsbrucku zajął 3. miejsce i stracił prowadzenie w turnieju na rzecz Stefana Krafta. W kończących go zawodach w Bischofshofen awansował z 5. pozycji zajmowanej po pierwszej serii na 1., wyprzedzając bezpośrednio konkurentów w walce o Złotego Orła, Jana Hörla i Krafta. Zwycięstwo w ostatnim konkursie pozwoliło Tschofenigowi na triumf w całym turnieju z przewagą 1,4 punktu nad Hörlem.
W kolejnych tygodniach utrzymywał prowadzenie w klasyfikacji generalnej Pucharu Świata. 19 stycznia 2025 zwyciężył w zawodach w Zakopanem. Następnie przerwał serię 7 podiów w PŚ, zajmując 4. i 6. lokatę na skoczni mamuciej w Oberstdorfie. W lutym w sześciu startach czterokrotnie kończył zawody cyklu w najlepszej trójce: w Willingen dwukrotnie wygrał, zaś w Lake Placid w pierwszym konkursie zajął 3. miejsce, a w drugim zwyciężył. Wystąpił na Mistrzostwach Świata w Narciarstwie Klasycznym 2025. Indywidualnie zajął 21. pozycję na skoczni normalnej i 9. na dużej, a w drużynie męskiej zdobył wraz z Maximilianem Ortnerem, Stefanem Kraftem i Janem Hörlem srebrny medal.
W marcowych zawodach indywidualnych Pucharu Świata nie stawał już na podium cyklu. Najwyżej znalazł się na 4. pozycji, którą zajął dwukrotnie w Planicy. Raw Air 2025 ukończył na 11. miejscu. Utrzymał jednak prowadzenie w Pucharze Świata, zapewniając sobie zdobycie Kryształowej Kuli w przedostatnich zawodach. Sezon zakończył z 1805 punktami w klasyfikacji generalnej. Drugiego Hörla wyprzedził o 153, a trzeciego Krafta o 515 punktów.

## Mistrzostwa świata

### Indywidualnie
| 2023 Planica   | – | 14. miejsce (K-95), 12. miejsce (K-125) |
| 2025 Trondheim | – | 21. miejsce (K-94), 9. miejsce (K-124)  |

### Drużynowo
| 2023 Planica   | – | brązowy medal (K-125) |
| 2025 Trondheim | – | srebrny medal (K-124) |

### Starty D. Tschofeniga na mistrzostwach świata – szczegółowo
| Miejsce | Dzień     | Rok  | Miejscowość | Skocznia            | Punkt K | HS     | Konkurs  | Skok 1  | Skok 2  | Nota                   | Strata   | Zwycięzca      |
| ------- | --------- | ---- | ----------- | ------------------- | ------- | ------ | -------- | ------- | ------- | ---------------------- | -------- | -------------- |
| 14.     | 25 lutego | 2023 | Planica     | Srednja skakalnica  | K-95    | HS-102 | indywid. | 99,0 m  | 92,0 m  | 242,7 pkt              | 19,1 pkt | Piotr Żyła     |
| 12.     | 3 marca   | 2023 | Planica     | Bloudkova velikanka | K-125   | HS-138 | indywid. | 134,0 m | 130,0 m | 261,6 pkt              | 25,9 pkt | Timi Zajc      |
| 3.      | 4 marca   | 2023 | Planica     | Bloudkova velikanka | K-125   | HS-138 | druż.    | 136,5 m | 135,5 m | 1139,4 pkt (283,7 pkt) | 39,5 pkt | Słowenia       |
| 21.     | 2 marca   | 2025 | Trondheim   | Granåsen            | K-94    | HS-102 | indywid. | 97,0 m  | 96,5 m  | 224,6 pkt              | 40,9 pkt | Marius Lindvik |
| 2.      | 6 marca   | 2025 | Trondheim   | Granåsen            | K-124   | HS-138 | druż.    | 127,0 m | 133,0 m | 1067,4 pkt (271,2 pkt) | 13,4 pkt | Słowenia       |
| 9.      | 8 marca   | 2025 | Trondheim   | Granåsen            | K-124   | HS-138 | indywid. | 127,0 m | 134,5 m | 262,5 pkt              | 39,3 pkt | Domen Prevc    |

## Mistrzostwa świata juniorów

### Indywidualnie
| 2021 Lahti    | – | 4. miejsce  |
| 2022 Zakopane | – | złoty medal |

### Drużynowo
| 2021 Lahti    | – | złoty medal                                 |
| 2022 Zakopane | – | złoty medal, złoty medal (drużyna mieszana) |

### Starty D. Tschofeniga na mistrzostwach świata juniorów – szczegółowo
| Miejsce | Dzień     | Rok  | Miejscowość | Skocznia        | Punkt K | HS     | Konkurs      | Skok 1  | Skok 2  | Nota                   | Strata  | Zwycięzca         |
| ------- | --------- | ---- | ----------- | --------------- | ------- | ------ | ------------ | ------- | ------- | ---------------------- | ------- | ----------------- |
| 4.      | 11 lutego | 2021 | Lahti       | Salpausselkä    | K-90    | HS-100 | indywid.     | 94,0 m  | 94,5 m  | 256,9 pkt              | 7,0 pkt | Niklas Bachlinger |
| 1.      | 12 lutego | 2021 | Lahti       | Salpausselkä    | K-90    | HS-100 | druż.        | 94,0 m  | 92,0 m  | 986,2 pkt (241,9 pkt)  | –       | –                 |
| 1.      | 3 marca   | 2022 | Zakopane    | Średnia Krokiew | K-95    | HS-105 | indywid.     | 102,0 m | 107,0 m | 311,5 pkt              | –       | –                 |
| 1.      | 5 marca   | 2022 | Zakopane    | Średnia Krokiew | K-95    | HS-105 | druż.        | 104,5 m | 102,5 m | 1038,5 pkt (277,0 pkt) | –       | –                 |
| 1.      | 6 marca   | 2022 | Zakopane    | Średnia Krokiew | K-95    | HS-105 | druż. miesz. | 105,0 m | 98,0 m  | 884,4 pkt (242,6 pkt)  | –       | –                 |

## Igrzyska europejskie

### Indywidualnie
| 2023 Kraków/Zakopane | – | złoty medal (K-95), 4. miejsce (K-125) |

### Drużynowo
| 2023 Kraków/Zakopane | – | złoty medal (drużyna mieszana) |

### Starty D. Tschofeniga na igrzyskach europejskich – szczegółowo
| Miejsce | Dzień      | Rok  | Miejscowość | Skocznia        | Punkt K | HS     | Konkurs      | Skok 1  | Skok 2  | Nota                  | Strata   | Zwycięzca     |
| ------- | ---------- | ---- | ----------- | --------------- | ------- | ------ | ------------ | ------- | ------- | --------------------- | -------- | ------------- |
| 1.      | 29 czerwca | 2023 | Zakopane    | Średnia Krokiew | K-95    | HS-105 | indywid.     | 104,0 m | 104,5 m | 270,3 pkt             | –        | –             |
| 1.      | 29 czerwca | 2023 | Zakopane    | Średnia Krokiew | K-95    | HS-105 | druż. miesz. | 98,0 m  | 104,0 m | 939,3 pkt (243,3 pkt) | –        | –             |
| 4.      | 1 lipca    | 2023 | Zakopane    | Wielka Krokiew  | K-125   | HS-140 | indywid.     | 130,5 m | 134,0 m | 266,9 pkt             | 12,2 pkt | Dawid Kubacki |

## Puchar Świata

### Miejsca w klasyfikacji generalnej
| Sezon     | Miejsce |
| --------- | ------- |
| 2020/2021 | 51.     |
| 2021/2022 | 25.     |
| 2022/2023 | 9.      |
| 2023/2024 | 11.     |
| 2024/2025 | 1.      |

### Zwycięstwa w konkursach indywidualnych Pucharu Świata chronologicznie
| Lp. | Dzień       | Rok  | Miejscowość            | Skocznia                 | Punkt K | HS     | Skok 1  | Skok 2  | Nota      |
| --- | ----------- | ---- | ---------------------- | ------------------------ | ------- | ------ | ------- | ------- | --------- |
| 1.  | 7 grudnia   | 2024 | Wisła                  | im. Adama Małysza        | K-120   | HS-134 | 132,0 m | 135,5 m | 276,8 pkt |
| 2.  | 22 grudnia  | 2024 | Engelberg              | Gross-Titlis-Schanze     | K-125   | HS-140 | 135,0 m | 137,5 m | 274,8 pkt |
| 3.  | 1 stycznia  | 2025 | Garmisch-Partenkirchen | Große Olympiaschanze     | K-125   | HS-142 | 141,5 m | 143,0 m | 298,9 pkt |
| 4.  | 6 stycznia  | 2025 | Bischofshofen          | im. Paula Ausserleitnera | K-125   | HS-142 | 136,0 m | 140,5 m | 308,6 pkt |
| 5.  | 19 stycznia | 2025 | Zakopane               | Wielka Krokiew           | K-125   | HS-140 | 136,0 m | 139,5 m | 316,7 pkt |
| 6.  | 1 lutego    | 2025 | Willingen              | Mühlenkopfschanze        | K-130   | HS-147 | 135,5 m | 142,0 m | 288,9 pkt |
| 7.  | 2 lutego    | 2025 | Willingen              | Mühlenkopfschanze        | K-130   | HS-147 | 150,0 m | 148,0 m | 310,5 pkt |
| 8.  | 9 lutego    | 2025 | Lake Placid            | MacKenzie Intervale      | K-115   | HS-128 | 127,0 m | 132,5 m | 275,1 pkt |

### Miejsca na podium
| Sezon PŚ  | 1. miejsce | 2. miejsce | 3. miejsce | Razem |
| 2020/2021 | –          | –          | –          | –     |
| 2021/2022 | –          | –          | –          | –     |
| 2022/2023 | –          | –          | 3          | 3     |
| 2023/2024 | –          | 1          | 1          | 2     |
| 2024/2025 | 8          | 2          | 5          | 15    |
| Suma      | 8          | 3          | 9          | 20    |

### Miejsca na podium w konkursach indywidualnych Pucharu Świata chronologicznie
| Lp. | Dzień        | Rok  | Miejscowość            | Skocznia                 | Punkt K | HS     | Skok 1  | Skok 2  | Nota      | Lok. | Strata   | Zwycięzca             |
| --- | ------------ | ---- | ---------------------- | ------------------------ | ------- | ------ | ------- | ------- | --------- | ---- | -------- | --------------------- |
| 1.  | 11 lutego    | 2023 | Lake Placid            | MacKenzie Intervale      | K-115   | HS-128 | 129,0 m | 120,0 m | 255,4 pkt | 3.   | 9,1 pkt  | Andreas Wellinger     |
| 2.  | 16 marca     | 2023 | Lillehammer            | Lysgårdsbakken           | K-123   | HS-140 | 136,5 m | 134,0 m | 273,9 pkt | 3.   | 9,2 pkt  | Dawid Kubacki         |
| 3.  | 18 marca     | 2023 | Vikersund              | Vikersundbakken          | K-200   | HS-240 | 216,5 m | 229,5 m | 390,1 pkt | 3.   | 34,8 pkt | Halvor Egner Granerud |
| 4.  | 2 grudnia    | 2023 | Lillehammer            | Lysgårdsbakken           | K-90    | HS-98  | 97,5 m  | 94,0 m  | 287,3 pkt | 3.   | 9,4 pkt  | Stefan Kraft          |
| 5.  | 13 marca     | 2024 | Trondheim              | Granåsen                 | K-124   | HS-138 | 135,0 m | 132,5 m | 290,8 pkt | 2.   | 1,0 pkt  | Stefan Kraft          |
| 6.  | 23 listopada | 2024 | Lillehammer            | Lysgårdsbakken           | K-123   | HS-140 | 132,5 m | 132,5 m | 309,2 pkt | 2.   | 7,9 pkt  | Pius Paschke          |
| 7.  | 24 listopada | 2024 | Lillehammer            | Lysgårdsbakken           | K-123   | HS-140 | 136,5 m | 135,0 m | 273,8 pkt | 3.   | 11,5 pkt | Jan Hörl              |
| 8.  | 7 grudnia    | 2024 | Wisła                  | im. Adama Małysza        | K-120   | HS-134 | 132,0 m | 135,5 m | 276,8 pkt | 1.   | –        | –                     |
| 9.  | 14 grudnia   | 2024 | Titisee-Neustadt       | Hochfirstschanze         | K-125   | HS-142 | 137,5 m | 137,0 m | 281,7 pkt | 3.   | 12,4 pkt | Pius Paschke          |
| 10. | 21 grudnia   | 2024 | Engelberg              | Gross-Titlis-Schanze     | K-125   | HS-140 | 142,5 m | 135,5 m | 304,0 pkt | 2.   | 6,5 pkt  | Jan Hörl              |
| 11. | 22 grudnia   | 2024 | Engelberg              | Gross-Titlis-Schanze     | K-125   | HS-140 | 135,0 m | 137,5 m | 274,8 pkt | 1.   | –        | –                     |
| 12. | 29 grudnia   | 2024 | Oberstdorf             | Schattenbergschanze      | K-120   | HS-137 | 131,0 m | 140,5 m | 323,6 pkt | 3.   | 11,5 pkt | Stefan Kraft          |
| 13. | 1 stycznia   | 2025 | Garmisch-Partenkirchen | Große Olympiaschanze     | K-125   | HS-142 | 141,5 m | 143,0 m | 298,9 pkt | 1.   | –        | –                     |
| 14. | 4 stycznia   | 2025 | Innsbruck              | Bergisel                 | K-120   | HS-128 | 132,5 m | 127,5 m | 263,3 pkt | 3.   | 10,0 pkt | Stefan Kraft          |
| 15. | 6 stycznia   | 2025 | Bischofshofen          | im. Paula Ausserleitnera | K-125   | HS-142 | 136,0 m | 140,5 m | 308,6 pkt | 1.   | –        | –                     |
| 16. | 19 stycznia  | 2025 | Zakopane               | Wielka Krokiew           | K-125   | HS-140 | 136,0 m | 139,5 m | 316,7 pkt | 1.   | –        | –                     |
| 17. | 1 lutego     | 2025 | Willingen              | Mühlenkopfschanze        | K-130   | HS-147 | 135,5 m | 142,0 m | 288,9 pkt | 1.   | –        | –                     |
| 18. | 2 lutego     | 2025 | Willingen              | Mühlenkopfschanze        | K-130   | HS-147 | 150,0 m | 148,0 m | 310,5 pkt | 1.   | –        | –                     |
| 19. | 8 lutego     | 2025 | Lake Placid            | MacKenzie Intervale      | K-115   | HS-128 | 122,5 m | 125,0 m | 255,0 pkt | 3.   | 4,5 pkt  | Johann André Forfang  |
| 20. | 9 lutego     | 2025 | Lake Placid            | MacKenzie Intervale      | K-115   | HS-128 | 127,0 m | 132,5 m | 275,1 pkt | 1.   | –        | –                     |

### Miejsca w poszczególnych konkursach indywidualnychPucharu Świata
stan po zakończeniu sezonu 2024/2025
| Źródło | Źródło            | Źródło           | Źródło            | Źródło                 | Źródło                 | Źródło                 | Źródło                 | Źródło                       | Źródło                       | Źródło                       | Źródło                       | Źródło                 | Źródło              | Źródło          | Źródło                 | Źródło                 | Źródło                | Źródło            | Źródło            | Źródło            | Źródło            | Źródło        | Źródło        | Źródło           | Źródło            | Źródło            | Źródło          | Źródło          | Źródło          | Źródło        | Źródło        | Źródło | Źródło | Źródło | Źródło | Źródło | Źródło | Źródło | Źródło | Źródło | Źródło | Źródło | Źródło | Źródło | Źródło | Źródło | Źródło | Źródło | Źródło |        |
| --- | ----------------- | ---------------- | ----------------- | ---------------------- | ---------------------- | ---------------------- | ---------------------- | ---------------------------- | ---------------------------- | ---------------------------- | ---------------------------- | ---------------------- | ------------------- | --------------- | ---------------------- | ---------------------- | --------------------- | ----------------- | ----------------- | ----------------- | ----------------- | ------------- | ------------- | ---------------- | ----------------- | ----------------- | --------------- | --------------- | --------------- | ------------- | ------------- | ------ | ------ | ------ | ------ | ------ | ------ | ------ | ------ | ------ | ------ | ------ | ------ | ------ | ------ | ------ | ------ | ------ | ------ | ------ |
| Sezon 2020/2021 |                   |                  |                   |                        |                        |                        |                        |                              |                              |                              |                              |                        |                     |                 |                        |                        |                       |                   |                   |                   |                   |               |               |                  |                   |                   |                 |                 |                 |               |               |        |        |        |        |        |        |        |        |        |        |        |        |        |        |        |        |        |        |        |
| Wisła HS134 | Ruka HS142        | Ruka HS142       | Niżny Tagił HS134 | Niżny Tagił HS134      | Engelberg HS140        | Engelberg HS140        | Oberstdorf HS137       | Garmisch-Partenkirchen HS142 | Innsbruck HS128              | Bischofshofen HS142          | Titisee-Neustadt HS142       | Titisee-Neustadt HS142 | Zakopane HS140      | Lahti HS130     | Willingen HS147        | Willingen HS147        | Klingenthal HS140     | Klingenthal HS140 | Zakopane HS140    | Zakopane HS140    | Râșnov HS97       | Planica HS240 | Planica HS240 | Planica HS240    | punkty            | punkty            | punkty          | punkty          | punkty          | punkty        | punkty        | punkty | punkty | punkty | punkty | punkty | punkty | punkty | punkty | punkty | punkty | punkty | punkty |        |        |        |        |        |        |        |
| - | -                 | -                | -                 | -                      | -                      | -                      | -                      | -                            | -                            | 30                           | -                            | -                      | -                   | -               | -                      | -                      | -                     | -                 | -                 | -                 | 9                 | -             | -             | -                | 30                | 30                | 30              | 30              | 30              | 30            | 30            | 30     | 30     | 30     | 30     | 30     | 30     | 30     | 30     | 30     | 30     | 30     | 30     |        |        |        |        |        |        |        |
| Sezon 2021/2022 |                   |                  |                   |                        |                        |                        |                        |                              |                              |                              |                              |                        |                     |                 |                        |                        |                       |                   |                   |                   |                   |               |               |                  |                   |                   |                 |                 |                 |               |               |        |        |        |        |        |        |        |        |        |        |        |        |        |        |        |        |        |        |        |
| Niżny Tagił HS134 | Niżny Tagił HS134 | Ruka HS142       | Ruka HS142        | Wisła HS134            | Klingenthal HS140      | Klingenthal HS140      | Engelberg HS140        | Engelberg HS140              | Oberstdorf HS137             | Garmisch-Partenkirchen HS142 | Bischofshofen HS142          | Bischofshofen HS142    | Bischofshofen HS142 | Zakopane HS140  | Titisee-Neustadt HS142 | Titisee-Neustadt HS142 | Willingen HS147       | Willingen HS147   | Lahti HS130       | Lahti HS130       | Lillehammer HS140 | Oslo HS134    | Oslo HS134    | Oberstdorf HS235 | Oberstdorf HS235  | Planica HS240     | Planica HS240   | punkty          | punkty          | punkty        | punkty        | punkty | punkty | punkty | punkty | punkty | punkty | punkty | punkty | punkty | punkty | punkty | punkty | punkty | punkty | punkty |        |        |        |        |
| 40 | 40                | 24               | 21                | 23                     | 38                     | 36                     | 17                     | 10                           | 21                           | 18                           | 40                           | 19                     | 10                  | 5               | 19                     | 23                     | -                     | -                 | 31                | 17                | -                 | -             | -             | 23               | 20                | 14                | 22              | 251             | 251             | 251           | 251           | 251    | 251    | 251    | 251    | 251    | 251    | 251    | 251    | 251    | 251    | 251    | 251    | 251    | 251    | 251    |        |        |        |        |
| Sezon 2022/2023 |                   |                  |                   |                        |                        |                        |                        |                              |                              |                              |                              |                        |                     |                 |                        |                        |                       |                   |                   |                   |                   |               |               |                  |                   |                   |                 |                 |                 |               |               |        |        |        |        |        |        |        |        |        |        |        |        |        |        |        |        |        |        |        |
| Wisła HS134 | Wisła HS134       | Ruka HS142       | Ruka HS142        | Titisee-Neustadt HS142 | Titisee-Neustadt HS142 | Engelberg HS140        | Engelberg HS140        | Oberstdorf HS137             | Garmisch-Partenkirchen HS142 | Innsbruck HS128              | Bischofshofen HS142          | Zakopane HS140         | Sapporo HS137       | Sapporo HS137   | Sapporo HS137          | Bad Mitterndorf HS235  | Bad Mitterndorf HS235 | Willingen HS147   | Willingen HS147   | Lake Placid HS128 | Lake Placid HS128 | Râșnov HS97   | Oslo HS134    | Oslo HS134       | Lillehammer HS140 | Lillehammer HS140 | Vikersund HS240 | Vikersund HS240 | Lahti HS130     | Planica HS240 | Planica HS240 | punkty |        |        |        |        |        |        |        |        |        |        |        |        |        |        |        |        |        |        |
| 6 | 24                | 12               | 8                 | 23                     | 33                     | 17                     | 17                     | 8                            | 7                            | 8                            | 18                           | 9                      | 16                  | 5               | 7                      | -                      | -                     | 28                | 14                | 3                 | 8                 | -             | 14            | 5                | 4                 | 3                 | 3               | 9               | 4               | 9             | 12            | 851    |        |        |        |        |        |        |        |        |        |        |        |        |        |        |        |        |        |        |
| Sezon 2023/2024 |                   |                  |                   |                        |                        |                        |                        |                              |                              |                              |                              |                        |                     |                 |                        |                        |                       |                   |                   |                   |                   |               |               |                  |                   |                   |                 |                 |                 |               |               |        |        |        |        |        |        |        |        |        |        |        |        |        |        |        |        |        |        |        |
| Ruka HS142 | Ruka HS142        | Lillehammer HS98 | Lillehammer HS140 | Klingenthal HS140      | Klingenthal HS140      | Engelberg HS140        | Engelberg HS140        | Oberstdorf HS137             | Garmisch-Partenkirchen HS142 | Innsbruck HS128              | Bischofshofen HS142          | Wisła HS134            | Zakopane HS140      | Willingen HS147 | Willingen HS147        | Lake Placid HS128      | Lake Placid HS128     | Sapporo HS137     | Sapporo HS137     | Oberstdorf HS235  | Oberstdorf HS235  | Lahti HS130   | Lahti HS130   | Oslo HS134       | Oslo HS134        | Trondheim HS105   | Trondheim HS138 | Vikersund HS240 | Vikersund HS240 | Planica HS240 | Planica HS240 | punkty | punkty | punkty | punkty | punkty | punkty | punkty | punkty | punkty | punkty | punkty | punkty | punkty | punkty | punkty | punkty | punkty | punkty | punkty |
| 5 | 7                 | 3                | 13                | 19                     | 16                     | dq                     | 21                     | 20                           | 18                           | 8                            | 17                           | -                      | -                   | 6               | 4                      | 23                     | 16                    | 5                 | 11                | 22                | 15                | 7             | 46            | 31               | 15                | 14                | 2               | 14              | 6               | 6             | 11            | 747    | 747    | 747    | 747    | 747    | 747    | 747    | 747    | 747    | 747    | 747    | 747    | 747    | 747    | 747    | 747    | 747    | 747    | 747    |
| Sezon 2024/2025 |                   |                  |                   |                        |                        |                        |                        |                              |                              |                              |                              |                        |                     |                 |                        |                        |                       |                   |                   |                   |                   |               |               |                  |                   |                   |                 |                 |                 |               |               |        |        |        |        |        |        |        |        |        |        |        |        |        |        |        |        |        |        |        |
| Lillehammer HS140 | Lillehammer HS140 | Ruka HS142       | Ruka HS142        | Wisła HS134            | Wisła HS134            | Titisee-Neustadt HS142 | Titisee-Neustadt HS142 | Engelberg HS140              | Engelberg HS140              | Oberstdorf HS137             | Garmisch-Partenkirchen HS142 | Innsbruck HS128        | Bischofshofen HS142 | Zakopane HS140  | Oberstdorf HS235       | Oberstdorf HS235       | Willingen HS147       | Willingen HS147   | Lake Placid HS128 | Lake Placid HS128 | Sapporo HS137     | Sapporo HS137 | Oslo HS134    | Vikersund HS240  | Vikersund HS240   | Lahti HS130       | Planica HS240   | Planica HS240   | punkty          | punkty        | punkty        | punkty | punkty | punkty | punkty | punkty | punkty | punkty | punkty | punkty | punkty | punkty | punkty | punkty | punkty | punkty | punkty |        |        |        |
| 2 | 3                 | 6                | 4                 | 1                      | 4                      | 3                      | 15                     | 2                            | 1                            | 3                            | 1                            | 3                      | 1                   | 1               | 4                      | 6                      | 1                     | 1                 | 3                 | 1                 | 4                 | 4             | 9             | 14               | 15                | 7                 | 4               | 4               | 1805            | 1805          | 1805          | 1805   | 1805   | 1805   | 1805   | 1805   | 1805   | 1805   | 1805   | 1805   | 1805   | 1805   | 1805   | 1805   | 1805   | 1805   | 1805   |        |        |        |
| Legenda |                   |                  |                   |                        |                        |                        |                        |                              |                              |                              |                              |                        |                     |                 |                        |                        |                       |                   |                   |                   |                   |               |               |                  |                   |                   |                 |                 |                 |               |               |        |        |        |        |        |        |        |        |        |        |        |        |        |        |        |        |        |        |        |
| 1 2 3 4-10 11-30 poniżej 30 dq – dyskwalifikacja q – dyskwalifikacja w kwalifikacjach q – zawodnik nie zakwalifikował się - – zawodnik nie wystartował |                   |                  |                   |                        |                        |                        |                        |                              |                              |                              |                              |                        |                     |                 |                        |                        |                       |                   |                   |                   |                   |               |               |                  |                   |                   |                 |                 |                 |               |               |        |        |        |        |        |        |        |        |        |        |        |        |        |        |        |        |        |        |        |

### Miejsca w poszczególnych konkursach drużynowychPucharu Świata
stan po zakończeniu sezonu 2024/2025
| Źródło                                                                          | Źródło          | Źródło          | Źródło                         | Źródło                         | Źródło                  | Źródło                    | Źródło                    | Źródło              | Źródło        |
| ------------------------------------------------------------------------------- | --------------- | --------------- | ------------------------------ | ------------------------------ | ----------------------- | ------------------------- | ------------------------- | ------------------- | ------------- |
| Sezon 2020/2021                                                                 | Sezon 2020/2021 | Sezon 2020/2021 | Sezon 2020/2021                | Sezon 2020/2021                | Wisła HS134             | Zakopane HS140            | Lahti HS130               | Râșnov HS97 (mikst) | Planica HS240 |
| Sezon 2020/2021                                                                 | Sezon 2020/2021 | Sezon 2020/2021 | Sezon 2020/2021                | Sezon 2020/2021                | -                       | -                         | -                         | 3                   | -             |
| Sezon 2021/2022                                                                 | Sezon 2021/2022 | Sezon 2021/2022 | Wisła HS134                    | Bischofshofen HS142            | Zakopane HS140          | Willingen HS147 (mikst)   | Lahti HS130               | Oslo HS134 (mikst)  | Planica HS240 |
| Sezon 2021/2022                                                                 | Sezon 2021/2022 | Sezon 2021/2022 | -                              | -                              | 4                       | -                         | -                         | -                   | 3             |
| Sezon 2022/2023                                                                 | Sezon 2022/2023 | Sezon 2022/2023 | Titisee-Neustadt HS142 (mikst) | Zakopane HS140                 | Willingen HS147 (mikst) | Lake Placid HS128 (duety) | Râșnov HS97 (duety)       | Lahti HS130         | Planica HS240 |
| Sezon 2022/2023                                                                 | Sezon 2022/2023 | Sezon 2022/2023 | -                              | 1                              | -                       | 2                         | -                         | 1                   | 1             |
| Sezon 2023/2024                                                                 | Sezon 2023/2024 | Sezon 2023/2024 | Sezon 2023/2024                | Wisła HS134 (duety)            | Zakopane HS140          | Lake Placid HS128 (duety) | Oberstdorf HS235 (duety)  | Lahti HS130         | Planica HS240 |
| Sezon 2023/2024                                                                 | Sezon 2023/2024 | Sezon 2023/2024 | Sezon 2023/2024                | -                              | -                       | -                         | -                         | 2                   | 1             |
| Sezon 2024/2025                                                                 | Sezon 2024/2025 | Sezon 2024/2025 | Lillehammer HS140 (mikst)      | Titisee-Neustadt HS142 (duety) | Zakopane HS140          | Willingen HS147 (mikst)   | Lake Placid HS128 (mikst) | Lahti HS130 (duety) | Planica HS240 |
| Sezon 2024/2025                                                                 | Sezon 2024/2025 | Sezon 2024/2025 | 3                              | 2                              | 1                       | 2                         | 3                         | -                   | 1             |
| Legenda                                                                         |                 |                 |                                |                                |                         |                           |                           |                     |               |
| 1 2 3 4-8 poniżej 8 (Duety: 1 2 3 4-12 poniżej 12) - – zawodnik nie wystartował |                 |                 |                                |                                |                         |                           |                           |                     |               |

### Puchar Świata w lotach

#### Miejsca w klasyfikacji generalnej
| Sezon     | Miejsce |
| --------- | ------- |
| 2021/2022 | 20.     |
| 2022/2023 | 10.     |
| 2023/2024 | 11.     |
| 2024/2025 | 6.      |

### Turniej Czterech Skoczni

#### Miejsca w klasyfikacji generalnej
| Sezon     | Miejsce |
| --------- | ------- |
| 2020/2021 | 50.     |
| 2021/2022 | 18.     |
| 2022/2023 | 8.      |
| 2023/2024 | 13.     |
| 2024/2025 | 1.      |

### Raw Air

#### Miejsca w klasyfikacji generalnej
| Sezon | Miejsce |
| ----- | ------- |
| 2023  | 5.      |
| 2024  | 7.      |
| 2025  | 11.     |

### Planica 7

#### Miejsca w klasyfikacji generalnej
| Sezon | Miejsce |
| ----- | ------- |
| 2022  | 18.     |
| 2023  | 8.      |
| 2024  | 7.      |
| 2025  | 4.      |

## Letnie Grand Prix

### Miejsca w klasyfikacji generalnej
| Sezon | Miejsce |
| ----- | ------- |
| 2022  | 7.      |
| 2023  | 8.      |
| 2024  | 7.      |

### Zwycięstwa w konkursach indywidualnych LGP chronologicznie
| Lp. | Dzień       | Rok  | Miejscowość | Skocznia       | Punkt K | HS    | Skok 1 | Skok 2 | Nota      |
| --- | ----------- | ---- | ----------- | -------------- | ------- | ----- | ------ | ------ | --------- |
| 1.  | 28 września | 2024 | Hinzenbach  | Aigner-Schanze | K-85    | HS-90 | 93,0 m | 93,5 m | 270,4 pkt |

### Miejsca na podium w konkursach indywidualnych LGP chronologicznie
| Lp. | Dzień          | Rok  | Miejscowość | Skocznia       | Punkt K | HS     | Skok 1  | Skok 2  | Nota      | Lok. | Strata   | Zwycięzca          |
| --- | -------------- | ---- | ----------- | -------------- | ------- | ------ | ------- | ------- | --------- | ---- | -------- | ------------------ |
| 1.  | 30 września    | 2023 | Hinzenbach  | Aigner-Schanze | K-85    | HS-90  | 90,0 m  | 88,5 m  | 257,2 pkt | 3.   | 5,7 pkt  | Andreas Wellinger  |
| 2.  | 1 października | 2023 | Hinzenbach  | Aigner-Schanze | K-85    | HS-90  | 90,5 m  | 86,0 m  | 244,0 pkt | 3.   | 2,6 pkt  | Gregor Deschwanden |
| 3.  | 7 października | 2023 | Klingenthal | Vogtland Arena | K-125   | HS-140 | 136,5 m | 131,5 m | 269,4 pkt | 3.   | 13,0 pkt | Manuel Fettner     |
| 4.  | 28 września    | 2024 | Hinzenbach  | Aigner-Schanze | K-85    | HS-90  | 93,0 m  | 93,5 m  | 270,4 pkt | 1.   | –        | –                  |

### Miejsca w poszczególnych konkursach indywidualnychLGP
stan po zakończeniu LGP 2024
| Źródło | Źródło           | Źródło           | Źródło        | Źródło          | Źródło            | Źródło          | Źródło          | Źródło            | Źródło | Źródło | Źródło | Źródło | Źródło | Źródło | Źródło | Źródło | Źródło | Źródło | Źródło | Źródło | Źródło | Źródło | Źródło | Źródło | Źródło | Źródło |
| --- | ---------------- | ---------------- | ------------- | --------------- | ----------------- | --------------- | --------------- | ----------------- | ------ | ------ | ------ | ------ | ------ | ------ | ------ | ------ | ------ | ------ | ------ | ------ | ------ | ------ | ------ | ------ | ------ | ------ |
| 2022 |                  |                  |               |                 |                   |                 |                 |                   |        |        |        |        |        |        |        |        |        |        |        |        |        |        |        |        |        |        |
| Wisła HS134 | Wisła HS134      | Courchevel HS135 | Râșnov HS97   | Hinzenbach HS90 | Klingenthal HS140 | punkty          | punkty          | punkty            | punkty | punkty | punkty | punkty | punkty | punkty |        |        |        |        |        |        |        |        |        |        |        |        |
| - | -                | 4                | 5             | 11              | 7                 | 155             | 155             | 155               | 155    | 155    | 155    | 155    | 155    | 155    |        |        |        |        |        |        |        |        |        |        |        |        |
| 2023 |                  |                  |               |                 |                   |                 |                 |                   |        |        |        |        |        |        |        |        |        |        |        |        |        |        |        |        |        |        |
| Courchevel HS132 | Courchevel HS132 | Szczyrk HS104    | Szczyrk HS104 | Râșnov HS97     | Râșnov HS97       | Hinzenbach HS90 | Hinzenbach HS90 | Klingenthal HS140 | punkty | punkty | punkty | punkty | punkty | punkty | punkty | punkty | punkty |        |        |        |        |        |        |        |        |        |
| - | -                | -                | -             | -               | -                 | 3               | 3               | 3                 | 180    | 180    | 180    | 180    | 180    | 180    | 180    | 180    | 180    |        |        |        |        |        |        |        |        |        |
| 2024 |                  |                  |               |                 |                   |                 |                 |                   |        |        |        |        |        |        |        |        |        |        |        |        |        |        |        |        |        |        |
| Courchevel HS132 | Courchevel HS132 | Wisła HS134      | Wisła HS134   | Râșnov HS97     | Râșnov HS97       | Hinzenbach HS90 | Hinzenbach HS90 | Klingenthal HS140 | punkty | punkty | punkty | punkty | punkty | punkty | punkty | punkty | punkty |        |        |        |        |        |        |        |        |        |
| - | -                | -                | -             | -               | -                 | 1               | 4               | 7                 | 186    | 186    | 186    | 186    | 186    | 186    | 186    | 186    | 186    |        |        |        |        |        |        |        |        |        |
| Legenda |                  |                  |               |                 |                   |                 |                 |                   |        |        |        |        |        |        |        |        |        |        |        |        |        |        |        |        |        |        |
| 1 2 3 4-10 11-30 poniżej 30 dq – dyskwalifikacja q – dyskwalifikacja w kwalifikacjach q – zawodnik nie zakwalifikował się - – zawodnik nie wystartował |                  |                  |               |                 |                   |                 |                 |                   |        |        |        |        |        |        |        |        |        |        |        |        |        |        |        |        |        |        |

### Miejsca na podium w konkursach drużynowych LGP chronologicznie
| Lp. | Dzień          | Rok  | Miejscowość | Skocznia                    | Punkt K | HS     | Skład        | Skok 1  | Skok 2  | Skok 3 | Nota                  | Lok. | Strata    | Zwycięzca |
| --- | -------------- | ---- | ----------- | --------------------------- | ------- | ------ | ------------ | ------- | ------- | ------ | --------------------- | ---- | --------- | --------- |
| 1.  | 17 września    | 2022 | Râșnov      | Trambulina Valea Cărbunării | K-90    | HS-97  | druż. duet   | 92,0 m  | 103,0 m | 96,5 m | 739,5 pkt (382,6 pkt) | 1.   | –         | –         |
| 2.  | 18 września    | 2022 | Râșnov      | Trambulina Valea Cărbunării | K-90    | HS-97  | druż. miesz. | 94,0 m  | –       | —      | 416,9 pkt (113,1 pkt) | 1.   | –         | –         |
| 3.  | 8 października | 2023 | Klingenthal | Vogtland Arena              | K-125   | HS-140 | druż. miesz. | 137,5 m | 137,0 m | —      | 923,1 pkt (273,3 pkt) | 3.   | 53,1 pkt. | Niemcy    |

### Miejsca w poszczególnych konkursach drużynowychLGP
stan po zakończeniu LGP 2024
| Źródło                              | Źródło | Źródło | Źródło | Źródło | Źródło | Źródło | Źródło              | Źródło              | Źródło                    |
| ----------------------------------- | ------ | ------ | ------ | ------ | ------ | ------ | ------------------- | ------------------- | ------------------------- |
| 2022                                | 2022   | 2022   | 2022   | 2022   | 2022   | 2022   | Râșnov HS97 (duety) | Râșnov HS97 (mikst) | Klingenthal HS140 (mikst) |
| 2022                                | 2022   | 2022   | 2022   | 2022   | 2022   | 2022   | 1                   | 1                   | 5                         |
| 2023                                | 2023   | 2023   | 2023   | 2023   | 2023   | 2023   | 2023                | 2023                | Klingenthal HS140 (mikst) |
| 2023                                | 2023   | 2023   | 2023   | 2023   | 2023   | 2023   | 2023                | 2023                | 3                         |
| 2024                                | 2024   | 2024   | 2024   | 2024   | 2024   | 2024   | 2024                | 2024                | Klingenthal HS140 (mikst) |
| 2024                                | 2024   | 2024   | 2024   | 2024   | 2024   | 2024   | 2024                | 2024                | 3                         |
| Legenda                             |        |        |        |        |        |        |                     |                     |                           |
| 1 2 3 4-8 poniżej 8 - – brak startu |        |        |        |        |        |        |                     |                     |                           |

## Puchar Kontynentalny

### Miejsca w klasyfikacji generalnej
| Sezon     | Miejsce |
| --------- | ------- |
| 2020/2021 | 14.     |

### Miejsca na podium w konkursach indywidualnych Pucharu Kontynentalnego chronologicznie
| Lp. | Dzień    | Rok  | Miejscowość | Skocznia  | Punkt K | HS     | Skok 1  | Skok 2  | Nota      | Lok. | Strata  | Zwycięzca   |
| --- | -------- | ---- | ----------- | --------- | ------- | ------ | ------- | ------- | --------- | ---- | ------- | ----------- |
| 1.  | 28 marca | 2021 | Czajkowskij | Snieżynka | K-125   | HS-140 | 126,5 m | 138,5 m | 246,3 pkt | 2.   | 0,5 pkt | Stefan Hula |

### Miejsca w poszczególnych konkursachPucharu Kontynentalnego
stan po zakończeniu sezonu 2024/2025
| Źródło                                                                        | Źródło     | Źródło     | Źródło          | Źródło          | Źródło          | Źródło          | Źródło          | Źródło          | Źródło          | Źródło          | Źródło            | Źródło            | Źródło           | Źródło           | Źródło         | Źródło         | Źródło            | Źródło            | Źródło | Źródło | Źródło | Źródło | Źródło | Źródło | Źródło | Źródło | Źródło | Źródło | Źródło | Źródło | Źródło | Źródło | Źródło | Źródło | Źródło | Źródło | Źródło | Źródło | Źródło | Źródło | Źródło | Źródło | Źródło | Źródło | Źródło | Źródło | Źródło | Źródło | Źródło | Źródło | Źródło | Źródło | Źródło | Źródło | Źródło | Źródło | Źródło | Źródło | Źródło |
| ----------------------------------------------------------------------------- | ---------- | ---------- | --------------- | --------------- | --------------- | --------------- | --------------- | --------------- | --------------- | --------------- | ----------------- | ----------------- | ---------------- | ---------------- | -------------- | -------------- | ----------------- | ----------------- | ------ | ------ | ------ | ------ | ------ | ------ | ------ | ------ | ------ | ------ | ------ | ------ | ------ | ------ | ------ | ------ | ------ | ------ | ------ | ------ | ------ | ------ | ------ | ------ | ------ | ------ | ------ | ------ | ------ | ------ | ------ | ------ | ------ | ------ | ------ | ------ | ------ | ------ | ------ | ------ | ------ |
| Sezon 2020/2021                                                               |            |            |                 |                 |                 |                 |                 |                 |                 |                 |                   |                   |                  |                  |                |                |                   |                   |        |        |        |        |        |        |        |        |        |        |        |        |        |        |        |        |        |        |        |        |        |        |        |        |        |        |        |        |        |        |        |        |        |        |        |        |        |        |        |        |        |
| Ruka HS142                                                                    | Ruka HS142 | Ruka HS142 | Engelberg HS140 | Engelberg HS140 | Innsbruck HS128 | Innsbruck HS128 | Willingen HS147 | Willingen HS147 | Willingen HS147 | Willingen HS147 | Klingenthal HS140 | Klingenthal HS140 | Brotterode HS117 | Brotterode HS117 | Zakopane HS140 | Zakopane HS140 | Czajkowskij HS140 | Czajkowskij HS140 | punkty | punkty | punkty | punkty | punkty | punkty | punkty | punkty | punkty | punkty | punkty | punkty | punkty | punkty | punkty | punkty | punkty | punkty | punkty |        |        |        |        |        |        |        |        |        |        |        |        |        |        |        |        |        |        |        |        |        |        |
| 19                                                                            | 17         | 7          | 13              | 8               | 26              | 15              | -               | -               | -               | -               | -                 | -                 | -                | -                | 4              | 11             | 6                 | 2                 | 329    | 329    | 329    | 329    | 329    | 329    | 329    | 329    | 329    | 329    | 329    | 329    | 329    | 329    | 329    | 329    | 329    | 329    | 329    |        |        |        |        |        |        |        |        |        |        |        |        |        |        |        |        |        |        |        |        |        |        |
| Legenda                                                                       |            |            |                 |                 |                 |                 |                 |                 |                 |                 |                   |                   |                  |                  |                |                |                   |                   |        |        |        |        |        |        |        |        |        |        |        |        |        |        |        |        |        |        |        |        |        |        |        |        |        |        |        |        |        |        |        |        |        |        |        |        |        |        |        |        |        |
| 1 2 3 4-10 11-30 poniżej 30 dq – dyskwalifikacja - – zawodnik nie wystartował |            |            |                 |                 |                 |                 |                 |                 |                 |                 |                   |                   |                  |                  |                |                |                   |                   |        |        |        |        |        |        |        |        |        |        |        |        |        |        |        |        |        |        |        |        |        |        |        |        |        |        |        |        |        |        |        |        |        |        |        |        |        |        |        |        |        |

## Letni Puchar Kontynentalny

### Miejsca w klasyfikacji generalnej
| Sezon | Miejsce |
| ----- | ------- |
| 2021  | 6.      |

### Zwycięstwa w konkursach indywidualnych LPK chronologicznie
| Lp. | Dzień       | Rok  | Miejscowość   | Skocznia                 | Punkt K | HS     | Skok 1  | Skok 2  | Nota      |
| --- | ----------- | ---- | ------------- | ------------------------ | ------- | ------ | ------- | ------- | --------- |
| 1.  | 12 września | 2021 | Bischofshofen | im. Paula Ausserleitnera | K-125   | HS-142 | 139,5 m | 142,0 m | 251,5 pkt |

### Miejsca na podium w konkursach indywidualnych LPK chronologicznie
| Lp. | Dzień       | Rok  | Miejscowość   | Skocznia                 | Punkt K | HS     | Skok 1  | Skok 2  | Nota      | Lok. | Strata  | Zwycięzca      |
| --- | ----------- | ---- | ------------- | ------------------------ | ------- | ------ | ------- | ------- | --------- | ---- | ------- | -------------- |
| 1.  | 11 września | 2021 | Bischofshofen | im. Paula Ausserleitnera | K-125   | HS-142 | 130,0 m | 127,0 m | 254,9 pkt | 2.   | 4,6 pkt | Manuel Fettner |
| 2.  | 12 września | 2021 | Bischofshofen | im. Paula Ausserleitnera | K-125   | HS-142 | 139,5 m | 142,0 m | 251,5 pkt | 1.   | –       | –              |

### Miejsca w poszczególnych konkursachLetniego Pucharu Kontynentalnego
stan po zakończeniu LPK 2024
| Źródło                                                                        | Źródło       | Źródło         | Źródło         | Źródło      | Źródło      | Źródło              | Źródło              | Źródło     | Źródło     | Źródło            | Źródło            | Źródło | Źródło | Źródło | Źródło | Źródło | Źródło | Źródło | Źródło | Źródło | Źródło | Źródło | Źródło | Źródło | Źródło | Źródło |
| ----------------------------------------------------------------------------- | ------------ | -------------- | -------------- | ----------- | ----------- | ------------------- | ------------------- | ---------- | ---------- | ----------------- | ----------------- | ------ | ------ | ------ | ------ | ------ | ------ | ------ | ------ | ------ | ------ | ------ | ------ | ------ | ------ | ------ |
| 2021                                                                          |              |                |                |             |             |                     |                     |            |            |                   |                   |        |        |        |        |        |        |        |        |        |        |        |        |        |        |        |
| Kuopio HS127                                                                  | Kuopio HS127 | Frenštát HS106 | Frenštát HS106 | Râșnov HS97 | Râșnov HS97 | Bischofshofen HS142 | Bischofshofen HS142 | Oslo HS106 | Oslo HS106 | Klingenthal HS140 | Klingenthal HS140 | punkty | punkty | punkty | punkty | punkty | punkty | punkty | punkty | punkty |        |        |        |        |        |        |
| -                                                                             | -            | -              | -              | -           | -           | 2                   | 1                   | 6          | 9          | 13                | 17                | 283    | 283    | 283    | 283    | 283    | 283    | 283    | 283    | 283    |        |        |        |        |        |        |
| Legenda                                                                       |              |                |                |             |             |                     |                     |            |            |                   |                   |        |        |        |        |        |        |        |        |        |        |        |        |        |        |        |
| 1 2 3 4-10 11-30 poniżej 30 dq – dyskwalifikacja - − zawodnik nie wystartował |              |                |                |             |             |                     |                     |            |            |                   |                   |        |        |        |        |        |        |        |        |        |        |        |        |        |        |        |

## FIS Cup

### Miejsca w klasyfikacji generalnej
| Sezon     | Miejsce |
| --------- | ------- |
| 2019/2020 | 129.    |
| 2020/2021 | 47.     |

### Miejsca na podium w konkursach indywidualnych FIS Cupu chronologicznie
| Lp. | Dzień      | Rok  | Miejscowość | Skocznia           | Punkt K | HS     | Skok 1  | Skok 2  | Nota      | Lok. | Strata   | Zwycięzca         |
| --- | ---------- | ---- | ----------- | ------------------ | ------- | ------ | ------- | ------- | --------- | ---- | -------- | ----------------- |
| 1.  | 13 grudnia | 2020 | Kandersteg  | Lötschberg-Schanze | K-95    | HS-106 | 109,5 m | 100,0 m | 267,7 pkt | 3.   | 14,5 pkt | Niklas Bachlinger |

### Miejsca w poszczególnych konkursachFIS Cupu
stan po zakończeniu sezonu 2024/2025
| Źródło                                                                        | Źródło  | Źródło      | Źródło      | Źródło   | Źródło   | Źródło     | Źródło     | Źródło    | Źródło    | Źródło   | Źródło   | Źródło   | Źródło   | Źródło         | Źródło         | Źródło   | Źródło   | Źródło    | Źródło    | Źródło  | Źródło  | Źródło | Źródło | Źródło | Źródło | Źródło | Źródło | Źródło | Źródło | Źródło | Źródło | Źródło | Źródło | Źródło | Źródło | Źródło | Źródło | Źródło | Źródło |
| ----------------------------------------------------------------------------- | ------- | ----------- | ----------- | -------- | -------- | ---------- | ---------- | --------- | --------- | -------- | -------- | -------- | -------- | -------------- | -------------- | -------- | -------- | --------- | --------- | ------- | ------- | ------ | ------ | ------ | ------ | ------ | ------ | ------ | ------ | ------ | ------ | ------ | ------ | ------ | ------ | ------ | ------ | ------ | ------ |
| Sezon 2018/2019                                                               |         |             |             |          |          |            |            |           |           |          |          |          |          |                |                |          |          |           |           |         |         |        |        |        |        |        |        |        |        |        |        |        |        |        |        |        |        |        |        |
| Villach                                                                       | Villach | Szczyrk     | Szczyrk     | Râșnov   | Râșnov   | Notodden   | Notodden   | Park City | Park City | Zakopane | Zakopane | Planica  | Planica  | Rastbüchl      | Rastbüchl      | Villach  | Villach  | punkty    | punkty    | punkty  | punkty  | punkty | punkty | punkty | punkty | punkty | punkty | punkty | punkty | punkty | punkty | punkty | punkty | punkty | punkty | punkty |        |        |        |
| -                                                                             | 44      | -           | -           | -        | -        | -          | -          | -         | -         | -        | -        | -        | -        | -              | -              | 42       | 40       | 0         | 0         | 0       | 0       | 0      | 0      | 0      | 0      | 0      | 0      | 0      | 0      | 0      | 0      | 0      | 0      | 0      | 0      | 0      |        |        |        |
| Sezon 2019/2020                                                               |         |             |             |          |          |            |            |           |           |          |          |          |          |                |                |          |          |           |           |         |         |        |        |        |        |        |        |        |        |        |        |        |        |        |        |        |        |        |        |
| Szczyrk                                                                       | Szczyrk | Szczuczyńsk | Szczuczyńsk | Ljubno   | Ljubno   | Pjongczang | Pjongczang | Râșnov    | Râșnov    | Villach  | Villach  | Notodden | Notodden | Oberwiesenthal | Oberwiesenthal | Zakopane | Zakopane | Rastbüchl | Rastbüchl | Villach | Villach | punkty |        |        |        |        |        |        |        |        |        |        |        |        |        |        |        |        |        |
| -                                                                             | -       | -           | -           | 38       | 48       | -          | -          | -         | -         | 42       | 29       | -        | -        | -              | -              | -        | -        | -         | -         | 38      | 14      | 20     |        |        |        |        |        |        |        |        |        |        |        |        |        |        |        |        |        |
| Sezon 2020/2021                                                               |         |             |             |          |          |            |            |           |           |          |          |          |          |                |                |          |          |           |           |         |         |        |        |        |        |        |        |        |        |        |        |        |        |        |        |        |        |        |        |
| Râșnov                                                                        | Râșnov  | Kandersteg  | Kandersteg  | Zakopane | Zakopane | Szczyrk    | Szczyrk    | Lahti     | Lahti     | Villach  | Villach  | Oberhof  | Oberhof  | punkty         | punkty         | punkty   | punkty   | punkty    | punkty    | punkty  | punkty  | punkty | punkty | punkty | punkty | punkty | punkty | punkty | punkty | punkty | punkty | punkty |        |        |        |        |        |        |        |
| -                                                                             | -       | 30          | 3           | -        | -        | -          | -          | -         | -         | -        | -        | -        | -        | 61             | 61             | 61       | 61       | 61        | 61        | 61      | 61      | 61     | 61     | 61     | 61     | 61     | 61     | 61     | 61     | 61     | 61     | 61     |        |        |        |        |        |        |        |
| Legenda                                                                       |         |             |             |          |          |            |            |           |           |          |          |          |          |                |                |          |          |           |           |         |         |        |        |        |        |        |        |        |        |        |        |        |        |        |        |        |        |        |        |
| 1 2 3 4-10 11-30 poniżej 30 dq – dyskwalifikacja - − zawodnik nie wystartował |         |             |             |          |          |            |            |           |           |          |          |          |          |                |                |          |          |           |           |         |         |        |        |        |        |        |        |        |        |        |        |        |        |        |        |        |        |        |        |